# Окуневское сельское поселение (Кемеровская область)
Окуне́вское се́льское поселение — упразднённое муниципальное образование в Промышленновском районе Кемеровской области. Административный центр — село Окунево.

## История
Окуневское сельское поселение образовано 17 декабря 2004 года в соответствии с Законом Кемеровской области № 104-ОЗ.

## Население
| 2010  | 2011  | 2012  | 2013  | 2014  | 2015  | 2016  |
| ----- | ----- | ----- | ----- | ----- | ----- | ----- |
| 2601  | ↗2605 | ↘2583 | ↘2547 | ↘2496 | ↘2482 | ↘2467 |
| 2017  | 2018  | 2019  |       |       |       |       |
| ↘2440 | ↘2412 | ↘2383 |       |       |       |       |

## Состав сельского поселения
| № | Населённый пункт | Тип населённого пункта       | Население |
| - | ---------------- | ---------------------------- | --------- |
| 1 | 210 км           | посёлок                      | 3         |
| 2 | Новый Исток      | разъезд                      | 117       |
| 3 | Окунево          | село, административный центр | 1447      |
| 4 | Пьяново          | деревня                      | 952       |
| 5 | Ранний           | посёлок                      | 82        |

Деревня Бормотово (Плешки) упразднена в 2012 году как фактически прекратившая существование.

## Экономика
- ООО «Окунёвское молоко», ООО «Окуневская ферма», ООО «Темп»